# Pedestal de Berlín
El Pedestal de Berlín és un fragment de la base d'un pedestal de granit d'origen egipci, probablement destinat a sostenir una estàtua reial o commemorativa de l'Antic Egipte. La seva rellevància rau en la inscripció que conté, la qual descriu victòries militars egípcies sobre diversos pobles de la regió del Pròxim Orient antic. Segons la proposta de l'arqueòleg alemany Manfred Görg, aquesta inscripció podria contenir la menció escrita més antiga coneguda al poble d’Israel, anterior fins i tot a la famosa Estela de Merneptah, que data del voltant del 1208 aC. El fragment es conserva actualment al Museu Egipci de Berlín (inventari ÄM 21687).

## Història del pedestal
El pedestal va ser localitzat per l’egiptòleg alemany Ludwig Borchardt, un dels principals pioners de l’arqueologia egípcia a inicis del segle xx, qui el va adquirir a un antiquari anomenat M. Nachman. No es coneix el lloc exacte d’origen de la peça, ja que no es va recuperar en context arqueològic controlat. Això ha dificultat tant la seva datació precisa com la reconstrucció del seu context històric i funcional original.
L’arqueòleg Manfred Görg en va iniciar l’estudi detallat a la dècada de 1990, a partir de fotografies i transcripcions, i va proposar que la inscripció podria contenir una referència a Israel, convertint-se així en el testimoni epigràfic més antic conegut d’aquest poble.

## Contextos del pedestal

### Context Geogràfic
El fragment és d’origen egipci, tot i que es desconeix el lloc concret on es trobava originalment instal·lat. Segurament procedia d’un temple o palau egipci, possiblement a la regió del Delta o a alguna ciutat d’Egipte Central, des d’on commemorava les campanyes militars egípcies al Pròxim Orient.
Pel que fa al contingut de la inscripció, aquesta fa referència a diverses localitats i territoris de la costa oriental de la Mediterrània i de la regió siro-palestina, tradicionalment sotmesos o enfrontats a Egipte durant el període del Nou Regne.

### Context Històric
El pedestal s’ha atribuït cronològicament a la dinastia XVIII, dins del període del Nou Regne (1550-1292 aC), moment en què Egipte desenvolupava una intensa activitat militar al Pròxim Orient. La datació, però, ha estat objecte de debat, ja que la peça no es va localitzar en excavació i no s’ha conservat cap referència directa al nom del faraó que la va encarregar.
Les campanyes militars egípcies cap a la zona de Canaan, Síria i la costa mediterrània es van intensificar a partir del regnat de Tutmosis III i van continuar fins a l’època de Ramsès II. En aquest context, inscripcions commemoratives com la del Pedestal de Berlín servien per plasmar la superioritat egípcia i l’ordenació del món conegut sota el domini del faraó.

## Descripció del pedestal
El fragment conservat (referència ÄM 21687) mesura aproximadament 40 × 46 cm. Està elaborat en granit gris i conserva part de la decoració esculpida en relleu, consistent en la representació de tres presoners lligats per una corda que els subjecta pel coll.
Davant de cada figura hi ha un cartutx ovalat que conté el nom de la seva ciutat o territori d’origen, seguint un model iconogràfic habitual a Egipte per simbolitzar els enemics derrotats i sotmesos.

### Transcripció i identificació dels noms
La inscripció és fragmentària, però les transcripcions realitzades permeten identificar dos noms amb seguretat i un tercer parcialment conservat:
- Primer presoner: (jsqrwn) — identificat amb Ashkelon, ciutat important de la costa meridional de Canaan.
- Segon presoner: (kynꜥꜣnnw) — corresponent a Canaan, territori històric situat entre l’Egipte i Mesopotàmia.
- Tercer presoner: (j[…]šꜣjr) — aquest és l’element més polèmic i motiu de debat acadèmic, ja que la inscripció es troba mutilada. Manfred Görg va suggerir que podria correspondre al nom d’Israel, fet que situaria aquesta menció al segle XV-XIV aC, dos segles abans de l’estela de Merneptah.

## Problemàtica epigràfica
La hipòtesi de Görg es basa en la semblança del fragment conservat amb el nom que apareix a la inscripció de Merneptah (Ysriꜣr, generalment transcrit com a Israel). Tanmateix, la manca d’una lectura completa i segura ha fet que la proposta sigui encara objecte de controvèrsia. Alguns egiptòlegs han suggerit altres possibilitats per a la reconstrucció del nom, mentre que d’altres consideren plausible la identificació proposada per Görg.
Aquest debat posa de manifest la importància de la contextualització arqueològica i la dificultat d’interpretació de materials epigràfics trobats fora de context.

## Importància arqueològica
El Pedestal de Berlín constitueix un exemple destacat de l’art egipci commemoratiu i de l’ús propagandístic de la representació dels pobles enemics. Malgrat la seva fragmentació i el context desconegut, conserva un gran valor per a l’estudi de les relacions polítiques i militars d’Egipte amb els territoris veïns durant el Nou Regne.
La possible menció d’Israel en aquest fragment contribuiria a reavaluar el paper d’aquest poble a la regió en època anterior a la tradicionalment acceptada, i posaria en qüestió algunes cronologies establertes.

## Conservació
El fragment es conserva actualment al Museu Egipci de Berlín, exposat a les sales dedicades a l’art egipci del Nou Regne, amb la referència d’inventari ÄM 21687.